# Baltic Cup
Baltic Cup (Puchar Bałtyku) – towarzyski, międzynarodowy turniej piłki nożnej rozgrywany od 1928 roku w jednym z krajów nadbałtyckich co dwa lata (od 2008). Uczestniczą w nim drużyny reprezentujące kraje nadbałtyckie. 
Najwięcej razy turniej wygrywała reprezentacja Łotwy – 13, która wygrała między innymi pierwszy turniej w historii. W latach 1940–1990 Estonia, Litwa i Łotwa były pod okupacją ZSRR, a turniej rozgrywany był w ramach sowieckich republik Estonii, Łotwy i Litwy. Od 2012 do 2014 w turnieju brała udział reprezentacja Finlandii. 

## Zwycięzcy
| Rok  | Mistrz   | Wicemistrz | Trzecie miejsce            |
| ---- | -------- | ---------- | -------------------------- |
| 1928 | Łotwa    | Estonia    | Litwa                      |
| 1929 | Estonia  | Łotwa      | Litwa                      |
| 1930 | Litwa    | Łotwa      | Estonia                    |
| 1931 | Estonia  | Łotwa      | Litwa                      |
| 1932 | Łotwa    | Litwa      | Estonia                    |
| 1933 | Łotwa    | Litwa      | Estonia                    |
| 1935 | Litwa    | Łotwa      | Estonia                    |
| 1936 | Łotwa    | Estonia    | Litwa                      |
| 1937 | Łotwa    | Estonia    | Litwa                      |
| 1938 | Estonia  | Łotwa      | Litwa                      |
| 1991 | Litwa    | Łotwa      | Estonia                    |
| 1992 | Litwa    | Łotwa      | Estonia                    |
| 1993 | Łotwa    | Estonia    | Litwa                      |
| 1994 | Litwa    | Łotwa      | Estonia                    |
| 1995 | Łotwa    | Litwa      | Estonia                    |
| 1996 | Litwa    | Estonia    | Łotwa                      |
| 1997 | Litwa    | Łotwa      | Estonia                    |
| 1998 | Litwa    | Łotwa      | Estonia                    |
| 2001 | Łotwa    | Litwa      | Estonia                    |
| 2003 | Łotwa    | Litwa      | Estonia                    |
| 2005 | Litwa    | Łotwa      | Estonia nie brała udziału. |
| 2008 | Łotwa    | Litwa      | Estonia                    |
| 2010 | Litwa    | Łotwa      | Estonia                    |
| 2012 | Łotwa    | Finlandia  | Estonia                    |
| 2014 | Łotwa    | Litwa      | Finlandia                  |
| 2016 | Łotwa    | Litwa      | Estonia                    |
| 2018 | Łotwa    | Estonia    | Litwa                      |
| 2020 | Estonia  | Łotwa      | Litwa                      |
| 2022 | Islandia | Łotwa      | Estonia                    |
| 2024 | Estonia  | Litwa      | Łotwa                      |

## Lata 1940–1990
- 1940: Łotewska SRR zobacz: Baltic Cup 1940
- 1941–1947: nie organizowano
- 1948: Litewska SRR zobacz: Baltic Cup 1948
- 1949: Litewska SRR zobacz: Baltic Cup 1949
- 1950: Litewska SRR zobacz: Baltic Cup 1950
- 1951: nie organizowano
- 1952: Estońska SRR
- 1953: nie organizowano
- 1954: Łotewska SRR
- 1955–1956: nie organizowano
- 1957: Łotewska SRR
- 1958: Łotewska SRR zobacz: Baltic Cup 1958
- 1959: Łotewska SRR
- 1960: Estońska SRR, Łotewska SRR, Litewska SRR (zwycięstwo zdobyły wszystkie trzy zespoły)
- 1961: Łotewska SRR zobacz: Baltic Cup 1961
- 1962: Łotewska SRR
- 1963–1968: nie organizowano
- 1969: Estońska SRR
- 1970: Litewska SRR zobacz: Baltic Cup 1970
- 1971: Litewska SRR
- 1972: Estońska SRR zobacz: Baltic Cup 1972
- 1973: Estońska SRR
- 1974: Łotewska SRR
- 1975: Litewska SRR
- 1976: Łotewska SRR
- 1977–1990: nie organizowano

## Statystyka
| Kraj      | Zwycięstwa | Drugie miejsce | Trzecie miejsce | Lata zwycięstw                                                        |
| --------- | ---------- | -------------- | --------------- | --------------------------------------------------------------------- |
| Łotwa     | 14         | 14             | 2               | 1928 1932 1933 1936 1937 1993 1995 2001 2003 2008 2012 2014 2016 2018 |
| Litwa     | 10         | 8              | 9               | 1930 1935 1991 1992 1994 1996 1997 1998 2005 2010                     |
| Estonia   | 5          | 6              | 17              | 1929 1931 1938 2021 2024                                              |
| Islandia  | 1          | 0              | 0               | 2022                                                                  |
| Finlandia | 0          | 1              | 1               |                                                                       |